# I'd Really Love to See You Tonight
I’d Really Love to See You Tonight was een single van de artiestencombinatie England Dan & John Ford Coley.
England Dan is daarbij de schuilnaam voor Dan Seals, broer van Jim Seals van Seals & Crofts. Zij maken typisch Amerikaanse muziek. De single verkocht dan ook goed in de Verenigde Staten; hij haalde daar de tweede plaats in de hitlijst van Billboard Hot 100. De heren hadden er al drie muziekalbums opzitten toen zij succes kregen met de elpee Nights are forever, dat ook een succesje werd in Nederland. B-kant op de single was It’s not the same. Het is de enige single van de heren die de Nederlandse Top 40 haalde.
Het lied werd een aantal keren gecoverd, waarvan de bekendste artiest Barry Manilow was.

## NPO Radio 2 Top 2000
| Nummer met noteringen in de NPO Radio 2 Top 2000 | '99  | '00 | '01  |
| ------------------------------------------------ | ---- | --- | ---- |
| I'd Really Love to See You Tonight               | 1849 | -   | 1865 |

1. ↑  Een '-' betekent dat het nummer niet was genoteerd en een vetgedrukt getal geeft de hoogste notering aan.
2. ↑  Deze tabel is bijgewerkt tot en met de laatste editie (2024).